# سيدي منصور (ألبوم)
سيدي منصور هو البوم للفنان التونسي صابر الرباعي.

## قائمة الأغاني
- ارحلي  - 4:41
- اعز الحبايب  - 5:45
- البديل  - 5:40
- أول قلب  - 5:24
- سيدي منصور  - 4:18
- فين الناس  - 5:43
- كل العمر  - 5:36
- يعايشك  - 4:51